# 모상묘
제36대 전라남도경찰청장을 역임한 함평군 출신의 대한민국의 경찰공무원.

## 생애
모상묘는 대한민국의 경찰공무원으로, 제36대 전라남도경찰청장을 역임하고 있다. 전라남도 함평군 출신으로, 학다리고등학교를 졸업한 뒤 동국대학교에서 경찰행정학을 전공하였다. 이후 1994년 경찰간부후보생 제42기로 선발되어 경찰 공직에 입문하였다.
경찰청 경무담당관, 서울특별시 혜화경찰서장, 서울경찰청 청문감사인권담당관, 경기남부경찰청 안산상록경찰서장, 경기남부경찰청 분당경찰서장 등을 거치며 치안행정 전반에 걸쳐 다양한 보직을 경험하였다. 이러한 경력을 통해 조직관리, 인권 및 감사업무, 현장지휘 등 여러 분야에서 실무를 축적한 것으로 평가된다.
2024년 8월 16일, 경찰청 인사에 따라 치안감으로 승진하여 전라남도경찰청장에 임명되었으며, 같은 해 8월 19일 전남경찰청 오룡마루에서 비대면 화상방식으로 취임식을 가졌다. 모상묘 청장은 취임 직후 목포현충원과 안병하 공원을 찾아 순국 경찰관과 5·18 민주화운동 당시 순직한 경찰관에 대한 참배를 진행하며 공식 일정을 시작하였다.
그는 취임사에서 도민의 안전과 평온한 일상 회복을 강조하며, 현장경찰의 초동조치 능력과 피해자 보호의 중요성을 언급하였다. 아울러 사기, 마약, 도박 등 민생침해 범죄에 대한 강력한 단속과 조직 내 부패요소 차단을 주문하였다. 이후 무안, 해남, 진도 등 전남 서남권 치안현장을 잇따라 방문하여 일선 경찰관들과 간담회를 갖고, 파출소와 지구대의 치안상황을 직접 점검하였다.